# Боден (Німеччина)
Боден (нім. Boden) — громада в Німеччині, розташована в землі Рейнланд-Пфальц. Входить до складу району Вестервальд. Складова частина об'єднання громад Монтабаур.
Площа — 2,30 км2. Населення становить 597 ос. (станом на 31 грудня 2020).

## Галерея

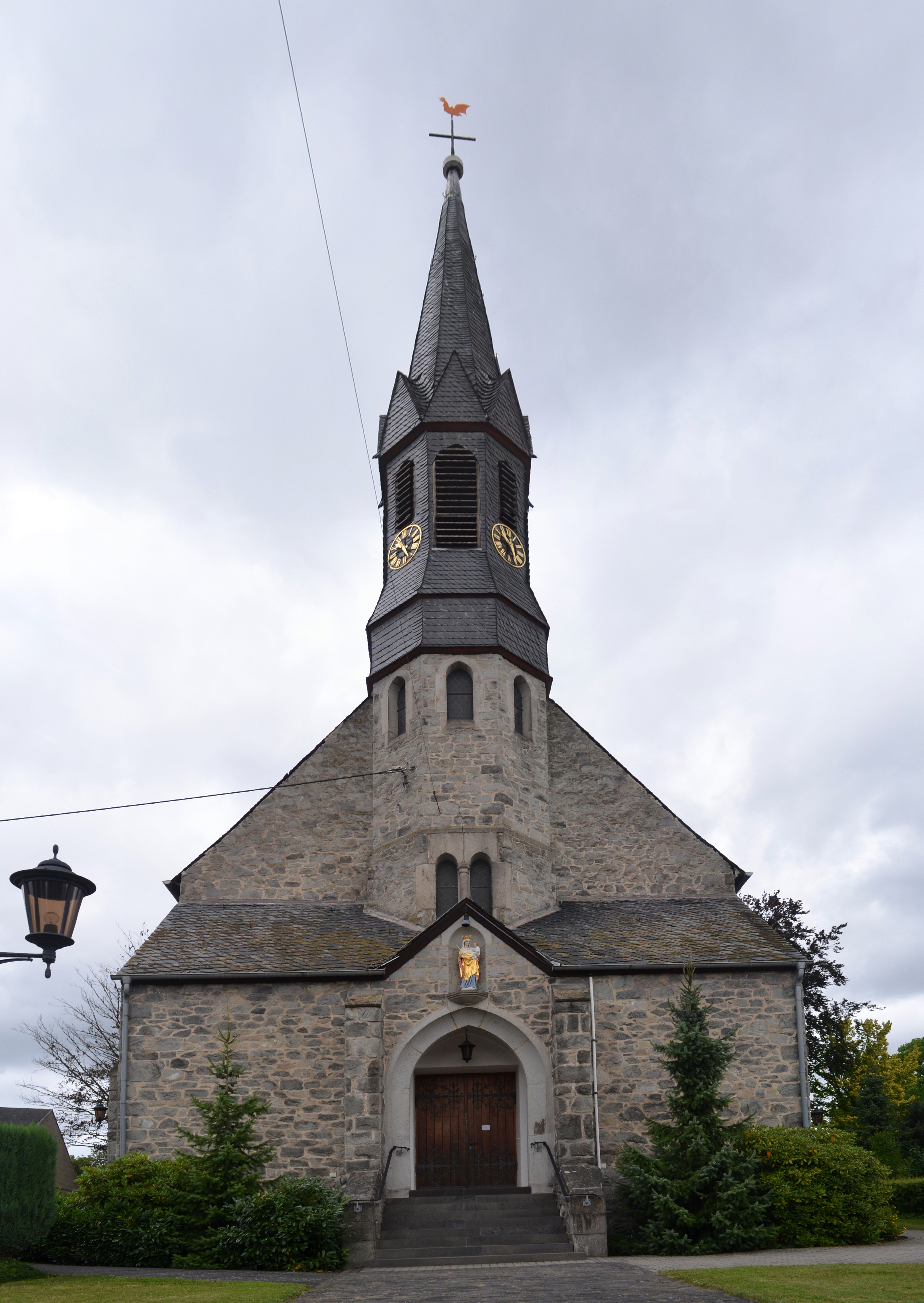